# Király Színház

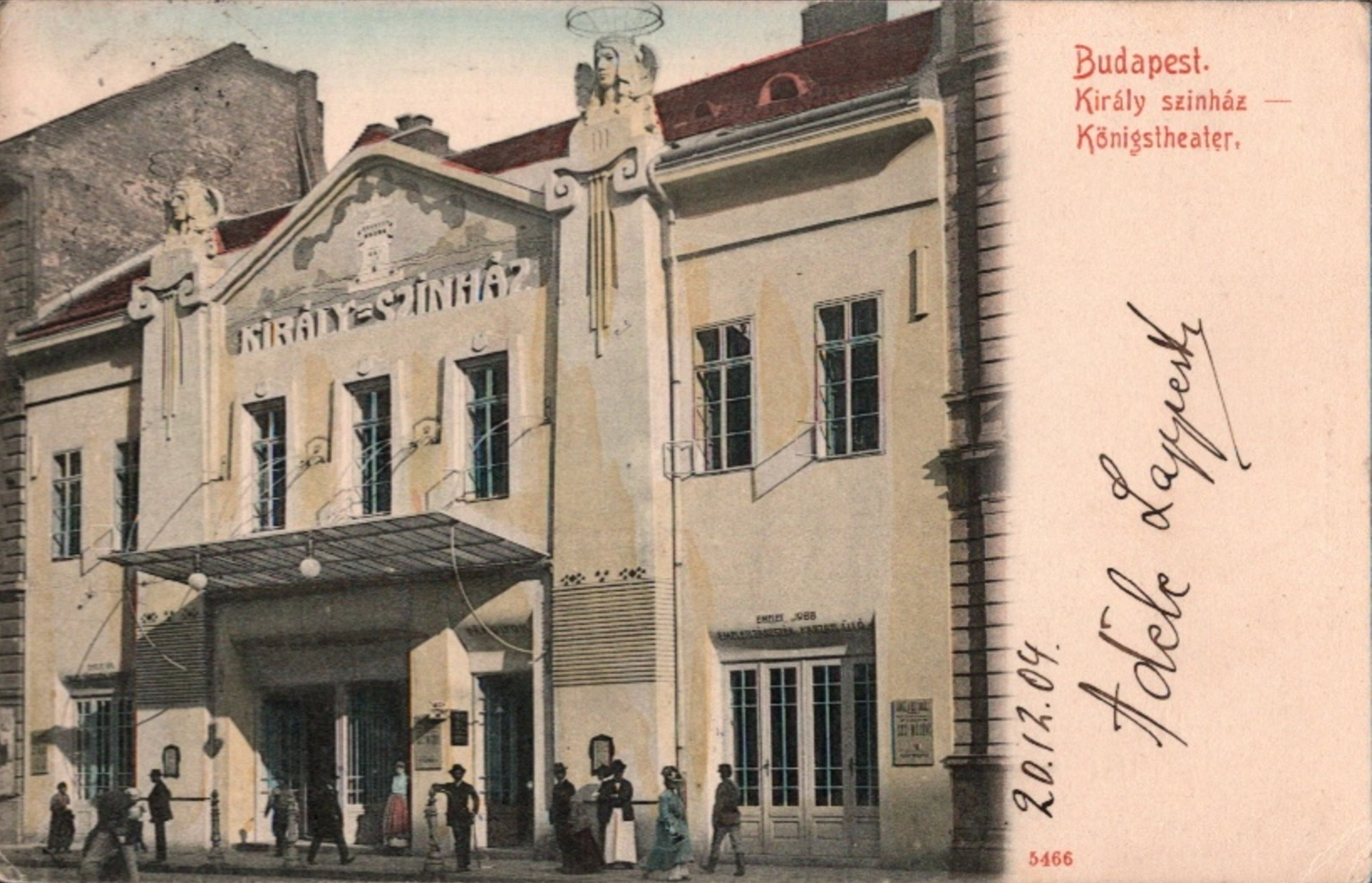
Király Színház Budapest

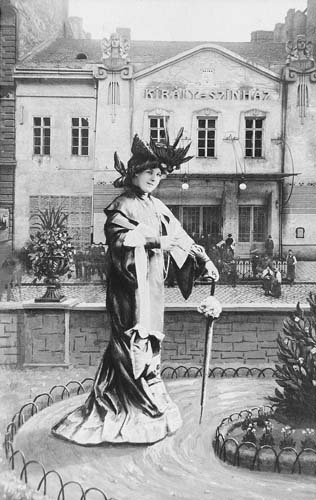
Sári Fedák vor der Fassade des Theaters

Das Király Színház (Königstheater) war ein Theater in der ungarischen Hauptstadt Budapest.

## Geschichte
1903 äußerte sich László Beöthy (1873–1931) einem Freund gegenüber in einem Café in Belgrad: „Ich habe genug vom Journalismus. Ich möchte ein Theater bauen.“ Das neue Theatergebäude war ursprünglich das Orfeum Somossy, und das heruntergekommene Gebäude wurde mit Hilfe der Mutter von László Beöthy, Szidi Rákosi (1852–1935) gekauft und renoviert.
Das Király Színház wurde am 6. November 1903 in Budapest in der Király Straße 71 eröffnet. Das Theater wurde von László Beöthy gegründet und es war bereits sehr schwierig, eine Betriebsgenehmigung zu erhalten.
Die erste Uraufführung des Theaters war die Operette Goldblume von Jenő Huszka. Der eigentliche Durchbruch gelang jedoch erst mit der Aufführung von Krieger von János Kacsóh Pongrác, die am 14. November 1904 stattfand. Man spielte auch die Operetten von Viktor Jacobi. Die ungarischen Erstaufführungen einiger Operetten von Franz Lehár (Die lustige Witwe, 27. Nov. 1906, Der Graf von Luxemburg, 14. Jänner 1910) und Emmerich Kálmán (Die Csárdásfürstin, 3. Nov. 1916) fanden in diesem Haus statt. 
Bis 1925 war das Königstheater das beliebteste und erfolgreichste Operettentheater in Budapest, dank Beöthys exzellentem geschäftlichen und künstlerischen Sinn. Zwischen 1918 und 1925 diente das Königstheater als Gebäude für das Unionstheater. Die 1918 gegründete Aktiengesellschaft wurde ebenfalls von Beöthy geführt. In den nächsten elf Jahren leiteten sechs Direktoren das Unternehmen und verbrachten kurze Zeit auf dem Posten, um eine echte Programmpolitik zu entwickeln. Beöthy wurde zunächst von Jenő Faludi abgelöst, ab September 1929 war Ödön Lázár der Regisseur. Drei Jahre später war Aurél Föld der Leiter, dann führten Ignác Zoltán und Sándor Varga von September 1934 bis September 1935 das Königstheater, und von September 1935 bis zum Herbst folgte Arthur Spitz.

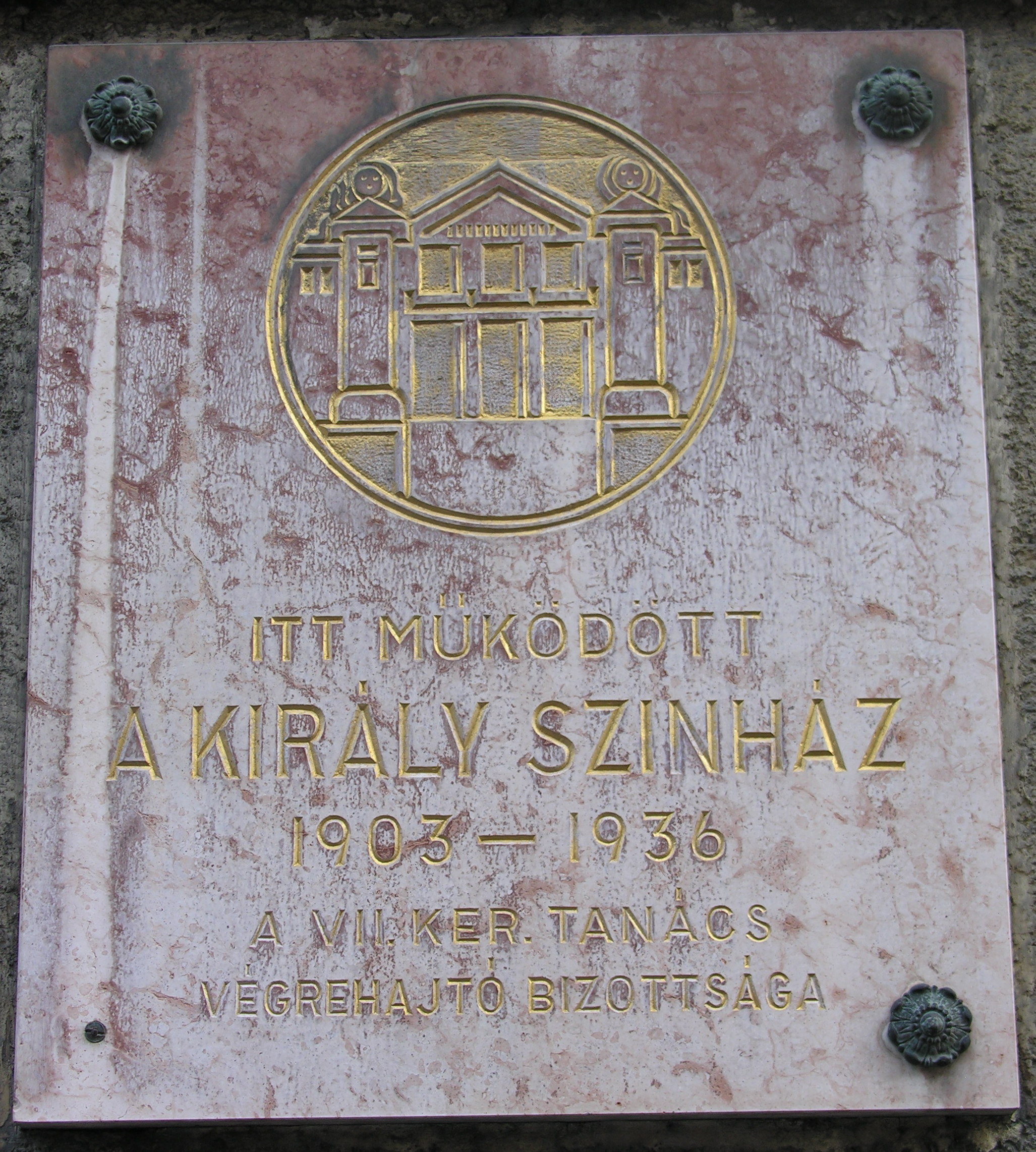
Király Színház Gedenktafel

Der außerordentliche Erfolg war jedoch zu Ende. Der Rückgang des Qualitätsstandards und der allgemeine wirtschaftliche Abschwung führten zum langsamen Niedergang des Königstheaters und zu seinem Zusammenbruch im Jahr 1936.
Die Fassade des Gebäudes wurde 1941 abgerissen. Heute beherbergt das ehemalige Theatergebäude die TE-Abteilung für Fechten in Újpest.

## Bekannte Ensemblemitglieder
Zu den Ensemblemitgliedern des Königstheaters gehörten u. a. Sári Fedák, Emmi Kosáry, Elza Szamos, Júci Lábass, Vilma Medgyaszay, Nusi Somogyi, Irén Biller, Béla Környei, Márton Rátkai, Ákos Ráthonyi, und Árpád Latabár.